# Racing Club Haïtien
El Racing Club Haïtien és un club de futbol haitià de la ciutat de Port-au-Prince.
Va ser fundat el 1923. És un dels clubs amb més títols del país. A data de 2009 és el club amb més campionats de lliga amb un total de 10. També s'ha proclamat campió de la CONCACAF de futbol l'any 1963.

## Palmarès
- Coupe Vincent: [4]
  - 1941, 1944, 1945
- Campionat Nacional: [4]
  - 2000, 2002 Cl, 2009 Cl
- Campionat de Port-au-Prince de futbol: [4]
  - 1931, 1931-32, 1933, 1934, 1935, 1937, 1937-38, 1941, 1946, 1947, 1953-54, 1958, 1962, 1963, 1966, 1967, 1969, 1974, 1977, 1981
- Copa de Campions de la CONCACAF: 
  - 1963